# Steve Meister
Steve Meister (New York, 21 aprile 1958) è un ex tennista statunitense.

## Carriera
In carriera ha vinto sei titoli di doppio. Nei tornei del Grande Slam ha ottenuto il suo miglior risultato all'Open di Francia raggiungendo i quarti di finale di doppio misto nel 1985, in coppia con la connazionale Penny Barg.

## Statistiche

### Doppio

#### Vittorie (6)
| Numero | Anno             | Torneo                                | Superficie  | Compagno       | Avversari in finale                  | Punteggio     |
| 1.     | 12 ottobre 1981  | Tel Aviv Open, Tel Aviv               | Cemento     | Van Winitsky   | John Feaver Steve Krulevitz          | 3-6, 6-3, 6-3 |
| 2.     | 14 febbraio 1982 | Caracas Open, Caracas                 | Cemento     | Craig Wittus   | Eric Fromm Cary Leeds                | 6-7, 7-6, 6-4 |
| 3.     | 19 luglio 1982   | U.S. Pro Tennis Championships, Boston | Terra rossa | Craig Wittus   | Freddie Sauer Schalk van der Merwe   | 6-2, 6-3      |
| 4.     | 1º maggio 1983   | Tampa Open, Tampa                     | Sintetico   | Tony Giammalva | Eric Fromm Drew Gitlin               | 3-6, 6-1, 7-5 |
| 5.     | 2 ottobre 1983   | Hawaiian Open, Maui                   | Cemento     | Tony Giammalva | Mike Bauer Scott Davis               | 6-3, 5-7, 6-4 |
| 6.     | 27 novembre 1983 | South African Open, Johannesburg      | Cemento     | Brian Teacher  | Andrés Gómez Santos Sherwood Stewart | 6-7, 7-6, 6-2 |

### Doppio

#### Finali perse (3)
| Numero | Anno             | Torneo                                 | Superficie | Compagno             | Avversari in finale              | Punteggio     |
| 1.     | 6 novembre 1983  | Hong Kong Open, Hong Kong              | Cemento    | Sammy Giammalva, Jr. | Drew Gitlin Craig A. Miller      | 2-6, 2-6      |
| 2.     | 14 ottobre 1984  | Japan Open Tennis Championships, Tokyo | Cemento    | Mark Dickson         | David Dowlen Nduka Odizor        | 7-6, 4-6, 3-6 |
| 3.     | 25 novembre 1984 | South African Open, Johannesburg       | Cemento    | Eliot Teltscher      | Tracy Delatte Francisco González | 6-7, 1-6      |